# Attila József
Attila József (Budapest, 11 de abril de 1905-Balatonszárszó, 3 de diciembre de 1937) fue un poeta húngaro. Es uno de los poetas más importantes en la historia de la literatura húngara.

## Biografía
Attilla nació en Ferencváros un barrio pobre de Budapest, hijo de un obrero szekely, Aron Jozsef, y de una campesina, Borbála Pőcze. Tenía dos hermanas mayores: Eta y Jolán. Su padre los abandonó cuando Atilla tenía tres años. Vivieron en la pobreza extrema: la madre apenas podía mantener a sus tres hijos ni pagar el alquiler de su piso. Finalmente los niños fueron tomados al cuidado de la Liga Nacional de Protección de la Infancia, y criados por padres adoptivos en Öcsöd, donde trabajaron en una granja, en condiciones tan malas que los niños se escaparon y volvieron con su madre en Budapest.
Su situación cambió en 1919, cuando su madre murió con 43 años. Después de esto, Attila pasó al cuidado de su hermanastro, Ödön Makai, quien era relativamente rico y pudo pagarle una educación en una escuela secundaria. Después quiso estudiar literatura húngara y francesa en la Universidad de Szeged para convertirse en maestro, pero fue rechazado a causa de un poema provocativo que había escrito. Desde este momento, tuvo que ganarse la vida con sus poemas. Durante su etapa universitaria, con ayuda de su mecenas, Lajos Hatvany, logró pasar varias temporadas en Austria (1925) y París (1926-27), donde estudió literatura francesa y descubrió la obra de François Villon, el famoso poeta francés del siglo XV.
A su vuelta a Hungría, József se unió al Partido Comunista, por aquel entonces ilegal, lo que le provocó problemas con las autoridades. Por esta época, además, comenzó a mostrar síntomas de esquizofrenia (probablemente padecía lo que hoy se conoce como trastorno límite de la personalidad). Murió el 3 de diciembre de 1937, con tan sólo 32 años, en Balatonszárszó, atropellado por un tren. Hoy existe un memorial en su honor cerca del lugar de su muerte. La visión más extendida es que Attila József se suicidó, aunque algunos expertos creen que pudo tratarse de un accidente.

## Obra poética

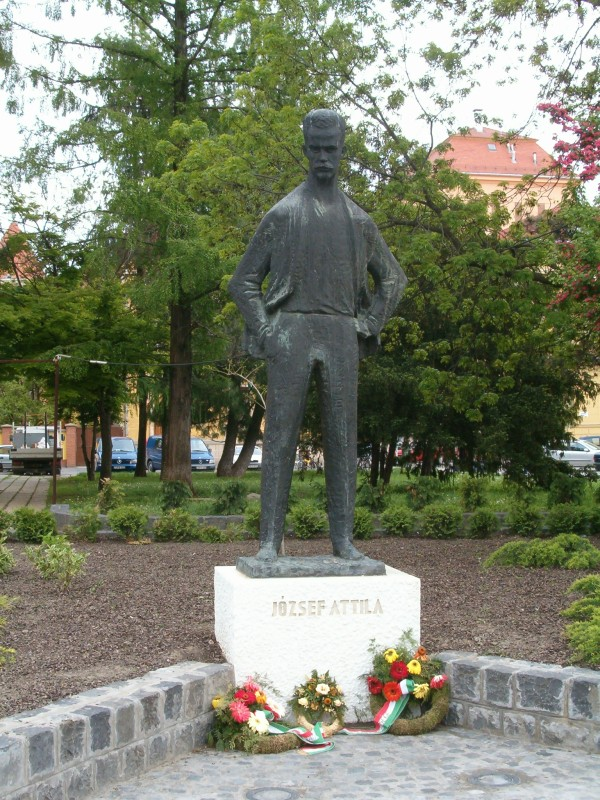
Estatua de Attila József cerca de la Universidad de Szeged.

Attila József es uno de los poetas más conocidos internacionalmente de la moderna literatura húngara, y sus poemas se han traducido a numerosas lenguas. Considerado "el gran poeta proletario" durante la etapa comunista de la historia de Hungría, su obra ha sido revaluada y reeditada con motivo del centenario de su nacimiento.
El primer volumen de poesía publicado por Attila József fue A szépség koldusa ("Mendigo de la belleza", 1922), que publicó cuando sólo tenía 17 años. En 1925 publicó un segundo libro de poemas, Nem én kiáltok ("No soy yo quien grita"), en el que se incluye el poema "Tiszta szívvel" ("Con el corazón puro"), que motivó su expulsión de la universidad. Ya en esta época sus obras eran aclamadas por diversos críticos de prestigio, como Béla Balázs o György Lukács. En 1927, varias revistas francesas publicaron poemas de Attila.
Su tercer poemario,Nincsen apám se anyám (1929), muestra la influencia del surrealismo francés, y también de poetas húngaros contemporáneos como Endre Ady, Gyula Juhász o Lajos Kassák. La influencia de sus ideas comunistas, por su parte, se aprecian claramente en su siguiente obra, Döntsd a tőkét, ne siránkozz ("Derriba el capital, no te quejes"), que fue confiscado por las autoridades debido a su contenido revolucionario, mientras que su ensayo Irodalom és szocializmus le valió una denuncia. Sin embargo poco después abandonó el Partido.
Sus obras poéticas de madurez incluyen Külvárosi éj ("Noche en el arrabal", 1932), Medvetánc ("La danza del oso", 1934) y Nagyon fáj ("Duele mucho", 1936). Con esas obras logró por fin una importante atención de la crítica. En la actualidad está considerado como uno de los poetas más importantes de la literatura húngara, y uno de los primeros y máximos representantes de la poesía socialista mundial.

## Publicaciones
- A szépség koldusa ("Mendigo de la belleza"), 1922
- Nem én kiáltok ("No soy yo quien grita"), 1925
- Tiszta szívvel ("Con el curazón puro"), 1929
- Döntsd a tőkét, ne siránkozz ("Derriba el capital, no protestes"), 1931
- Külvárosi éj ("Noche en el arrabal"), 1932
- Medvetánc ("La danza del oso"), 1934
- Nagyon fáj ("Duele mucho"), 1936